# Slaget vid Paneion
Slaget vid Paneion utkämpades under det femte syriska kriget år 198 f.Kr. mellan seleukidiska och ptolemeiska styrkor. Det stod vid Paneion i närheten av Jordanflodens källa. Seleukiderna leddes av Antiochos den store medan egyptierna leddes av Skopas av Aitolien. 
Slaget innebar seleukidisk seger. Den egyptiske generalen Skopas armé blev grundligt besegrad av Antiochos den store när den senares tunga kavalleri lyckats driva iväg egyptiernas dito. Seleukidernas kavalleri tog sig sedan runt den egyptiska linjen och anföll den i dess oskyddade rygg och säkerställde därmed segern. Som ett resultat av slaget lyckades Antiochos den store ta kontroll över Libanon och Palestina.